# Dicyan
Dicyan eller vanligare cyan, C2N2 eller (CN)2, är en färglös, giftig och brännbar gas vid standardtryck och -temperatur med stickande lukt av bittermandel. Dicyan är en pseudohalogen.
Smältpunkten ligger på -28 °C och kokpunkten på -21 °C. Cyan är lättlöslig i vatten, etanol och eter. Cyan har inte någon större teknisk betydelse, men används inom produktion av konstgödsel och nitrocellulosa. Dess giftighet beror på att den hydrolyseras till vätecyanid (cyanväte) i vävnaderna hos levande organismer. Dicyan har en mycket hög förbränningstemperatur (4580 °C) på grund av de mycket stabila produkterna N2 och CO2 (ΔH = -530 kJ/mol).